# Nueva Tenochtitlán, Tuzantán
Nueva Tenochtitlán är en ort i Mexiko.   Den ligger i kommunen Tuzantán och delstaten Chiapas, i den sydöstra delen av landet, 900 km sydost om huvudstaden Mexico City. Nueva Tenochtitlán ligger 243 meter över havet och antalet invånare är 900.
Terrängen runt Nueva Tenochtitlán är kuperad åt sydväst, men åt nordost är den bergig. Runt Nueva Tenochtitlán är det tätbefolkat, med 297 invånare per kvadratkilometer. Närmaste större samhälle är Huixtla, 8,1 km sydväst om Nueva Tenochtitlán. I omgivningarna runt Nueva Tenochtitlán växer i huvudsak städsegrön lövskog.